# ديما غاوي
ديما غاوي (من مواليد 18 يوليو 1975) مؤلفة أردنية أمريكية حائزة على جوائز ومتحدثة رئيسية في القيادة ومدربة تنفيذية. هي مؤسسة ديما غاوي، ومؤلفة كتاب: Breaking Vases: Shattering Limitations & Daring to Thrive - A Middle East Woman's Story (2018).

## السيرة الذاتية
ولدت ديما غاوي في أنقرة، تركيا، وترعرعت في عمان، الأردن، ثم هاجرت إلى سان دييغو، كاليفورنيا في عام 1996. نشأت محاطة بثقافة وقيم الشرق الأوسط التي أثرت بشدة على اختياراتها المبكرة. شاركت غاوي قصتها لأول مرة على خشبة مسرح تيد في عام 2014.
وظفت ديما غاوي قصتها عن الهروب من الحبس، وتحطيم الحواجز، وعبور القارات لتمكين الآخرين من الجرأة على اكتشاف وإنشاء هويات جريئة وأغراض تغيير مسار الحياة.

## المسار المهني
وهي متحدثة في مؤتمر تيد ثلاث مرات  ومؤلفة كتاب مذكراتها الأكثر مبيعًا، بعنوان Breaking Vases: Shattering Limitation & ding to Thrive - A Middle East Woman's Story.
تم تكريم غاوي لخدماتها من خلال جائزة الرئيس للخدمة التطوعية لعام 2014، وجائزة تقرير باتون روج بيزنس ريبورت لعام 2019 «جائزة المرأة المؤثرة في الأعمال». وحصلت أيضاً على جائزة باتون روج بيزنس ريبورت «اتحت الأربعون» لعام 2014،  وجائزة Esprit de Femme لجامعة ولاية لويزيانا لعام 2016. كما ظهرت في العديد من المنشورات لعملها المهني والخيري.

## كتب
- Ghawi, Dima (2018). Breaking Vases: Shattering Limitations & Daring to Thrive - A Middle Eastern Woman's Story. Dima Ghawi, LLC. p. 232

## وصلات خارجية
- الموقع الرسمي